# 一次エネルギー
2017年の燃料 (IEA, 2019)より:6,8世界の一次エネルギー供給量 162,494 TWh (または 13,792 Mtoe)
2017年の地域別 (IEA, 2019)より、世界の一次エネルギー供給量 162,494 TWh (または 13,792 Mtoe)
2017年の世界の資源別発電量。総発電量は26 PWh。
一次エネルギー（いちじエネルギー、PE）とは、自然界に存在するエネルギーで、人為的な変換プロセスを経ていないものである。これは、原燃料に含まれるエネルギーであり、システムへの入力として受け取った他の形態のエネルギーも含まれる。一次エネルギーには、枯渇性と再生可能なものがある。 
化石燃料を表すために一次エネルギーが使われる場合、燃料の内包エネルギーは熱エネルギーとして利用可能であり、一般的には約70％が電気エネルギーや機械エネルギーへの変換で失われる。太陽エネルギーや風力エネルギーを電気に変換する場合も同様に60-80％の変換ロスがあるが、今日の国連のエネルギー統計条約では、風力や太陽から作られた電気をこれらのエネルギー源の一次エネルギーとして計上する。この計上方法の結果、風力や太陽エネルギーの寄与は化石エネルギー源に比べて低く報告され、風力や太陽の一次エネルギーの計上方法について国際的な議論が行われている。 
一次エネルギー供給量（TPES）は、生産・輸入の合計から輸出・貯蔵量の変化を差し引いたものである。 
一次エネルギーの概念は、エネルギー学と同様、エネルギー統計学の分野では、エネルギー収支の編集で使用されている。エネルギー学では、一次エネルギー源（PES）とは、人間社会で使用されるエネルギーキャリアを供給するためにエネルギー部門が必要とするエネルギー形態を指す。 
二次エネルギーとは、電気などのエネルギーキャリアのことである。これらは一次エネルギー源から変換されて生成される。 
PEとTPESは、世界的なエネルギー供給の文脈でより明確に定義されている。 

## エネルギー源の例
一次エネルギー源は、それらがエネルギーキャリアに変換されるエネルギーシステムの構成要素（または変換プロセス）と混同されるべきではない。 
| 一次エネルギー源 | 一次エネルギー源 | 一次エネルギー源            | 右の要素で 変換される | エネルギーシステム構成要素                   | 右の キャリアへ | エネルギーキャリア （主）          |
| 枯渇性           | 化石燃料         | 石油（または原油）          | 右の要素で 変換される | 製油所                                       | 右の キャリアへ | 燃料油                             |
| 枯渇性           | 化石燃料         | 石炭または天然ガス          | 右の要素で 変換される | 化石燃料発電所                               | 右の キャリアへ | エンタルピー、力学的仕事または電気 |
| 枯渇性           | 鉱物燃料         | 天然ウラン                  | 右の要素で 変換される | 原子力発電所（核分裂）                       | 右の キャリアへ | 電気                               |
| 枯渇性           | 鉱物燃料         | 天然トリウム                | 右の要素で 変換される | トリウム増殖炉                               | 右の キャリアへ | エンタルピーまたは電気             |
| 再生可能         | 再生可能         | 太陽エネルギー              | 右の要素で 変換される | 太陽光発電所（Solar powerも参照）            | 右の キャリアへ | 電気                               |
| 再生可能         | 再生可能         | 太陽エネルギー              | 右の要素で 変換される | 集光型太陽熱発電、太陽炉（太陽熱発電も参照） | 右の キャリアへ | エンタルピー                       |
| 再生可能         | 再生可能         | 風力                        | 右の要素で 変換される | 集合型風力発電所（風力発電も参照）           | 右の キャリアへ | 力学的仕事または電気               |
| 再生可能         | 再生可能         | 落水や流水、 潮汐エネルギー | 右の要素で 変換される | 水力発電所、波力発電ファーム、潮力発電所     | 右の キャリアへ | 力学的仕事または電気               |
| 再生可能         | 再生可能         | バイオマス源                | 右の要素で 変換される | バイオマス発電所                             | 右の キャリアへ | エンタルピーまたは電気             |
| 再生可能         | 再生可能         | 地熱エネルギー              | 右の要素で 変換される | 地熱発電所                                   | 右の キャリアへ | エンタルピーまたは電気             |

## 使用可能エネルギー

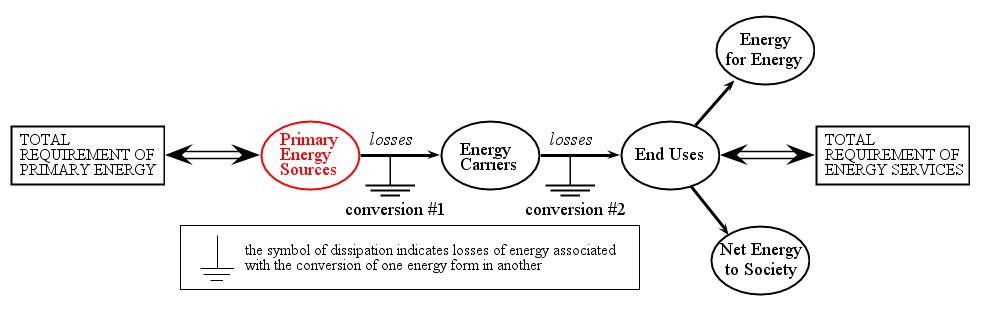
一次エネルギー源は、エネルギー部門によってエネルギーキャリアの生成のために変換される。

一次エネルギー源は、エネルギー変換の過程で、電気エネルギーや精製燃料、水素燃料などの合成燃料など、社会で直接利用できるより便利なエネルギーに変換される。エネルギー学の分野では、これらの形態をエネルギーキャリアと呼び、エネルギー統計学における「二次エネルギー」の概念に相当する。 

### エネルギーキャリア（または二次エネルギー）への変換
エネルギーキャリアとは、一次エネルギー源から変換されたエネルギー形態のことである。電気は最も一般的なエネルギーキャリアの一つで、石炭、石油、天然ガス、風力などの様々な一次エネルギー源から変換されている。電気はエントロピーが低く（秩序が高く）、他のエネルギーに効率よく変換できるため、とくに有用である。地域熱供給も二次エネルギーの一例である。 
熱力学の法則によれば、一次エネルギー源は生産できない。エネルギーキャリアの生産を可能にするために、社会で利用できるようにしなければならない。 
変換効率は様々である。熱エネルギーの場合、電気や力学エネルギーの生産はカルノーの定理によって制限され、多くの廃熱が発生する。他の非熱的な変換は、より効率的になる可能性がある。例えば、風力タービンは風力エネルギーをすべて取り込むわけではないが、風力エネルギーは低エントロピーであるため、変換効率が高く、廃熱をほとんど発生させない。原理的には太陽光発電の変換は非常に効率が良いかもしれないが、電流変換は狭い範囲の波長のみでうまくいくのに対し、太陽熱はカルノー効率の限界もある。水力発電も非常に秩序立っており、非常に効率的に変換されている。使用可能エネルギー量とは、システムのエクセルギーのことである。 

### サイトエネルギーとソースエネルギー
サイトエネルギー（site energy）とは、特定の場所で消費されるあらゆる形態の最終消費エネルギーの量を指す用語で北アメリカで使用される。これは一次エネルギー（ある場所で燃焼される天然ガスなど）と二次エネルギー（電気など）の組み合わせである。サイトエネルギーは、キャンパス、建物、またはサブビルディングレベルで測定され、光熱費におけるエネルギー料金のベースとなる。 
対照的にソースエネルギー（source energy）は、施設のサイトエネルギーを供給するために消費される一次エネルギーの量を表す用語として北アメリカで使用されている。これは、すべてのサイトエネルギーを含み、伝送、送達、変換の間に失うエネルギーを加えたものであるため、常にサイトエネルギーよりも大きい。ソースエネルギーまたは一次エネルギーは、エネルギー消費のより完全な全体像をもたらすが、直接測定することはできず、サイトエネルギーの測定値から変換係数を用いて換算しなければならない。電気の場合、典型的な値は、サイトエネルギー1単位に対してソースエネルギー3単位である。しかし、これは一次エネルギー源や燃料の種類、発電所の種類、送電インフラなどの要因によって大きく変化することがある。変換係数の完全なセットは、エネルギースターから技術参考資料として入手可能である。 
異なる施設のエネルギー使用を比較・分析する際には、サイトエネルギーまたはソースエネルギーのいずれかが適切な基準となる。例えば、米国エネルギー情報局は、エネルギーの概要には一次エネルギー（ソース）を使用しているが、商業ビルや住宅ビルのエネルギー消費量調査にはサイトエネルギーを使用している。米国環境保護庁のエネルギースタープログラムではソースエネルギーの使用を推奨しており、米国エネルギー省ではネット・ゼロ・エネルギー・ビルの定義にサイトエネルギーを使用している。 

## 見通し

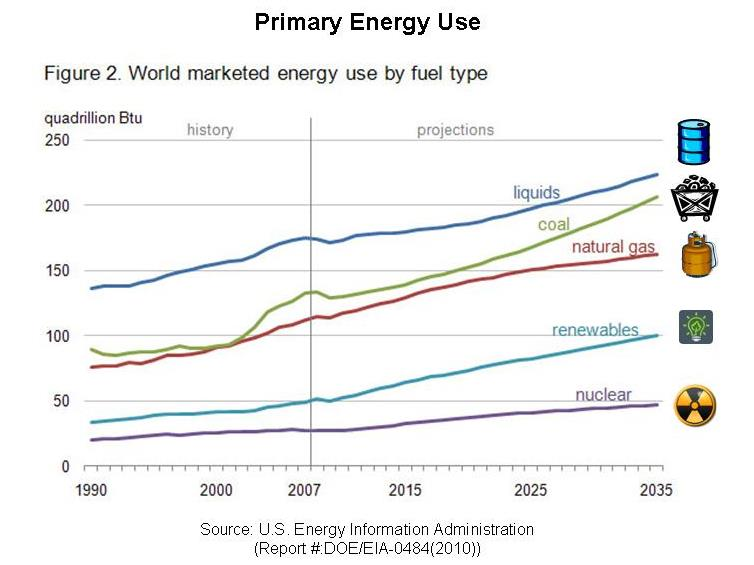
一次エネルギーの見通し。2007年から予測（EIA、2010）

## エネルギー事故と死者
エネルギー事故とは、エネルギーや電力の供給システムで発生する事故のことである。このような事故は、多くのシステムが正常稼働している場合と同様に、例えば公害による死亡事故につながる可能性がある。 
世界的には、石炭は1兆kWhあたり10万人の死者を出している。